# Амандик
Аманди́к (каз. Амандық) — село у складі Тайиншинського району Північноказахстанської області Казахстану. Адміністративний центр Амандицького сільського округу.
Населення — 423 особи (2021; 533 у 2009, 797 у 1999, 1107 у 1989).
Національний склад станом на 1989 рік:
- казахи — 100 %.